# 가래 (농기구)

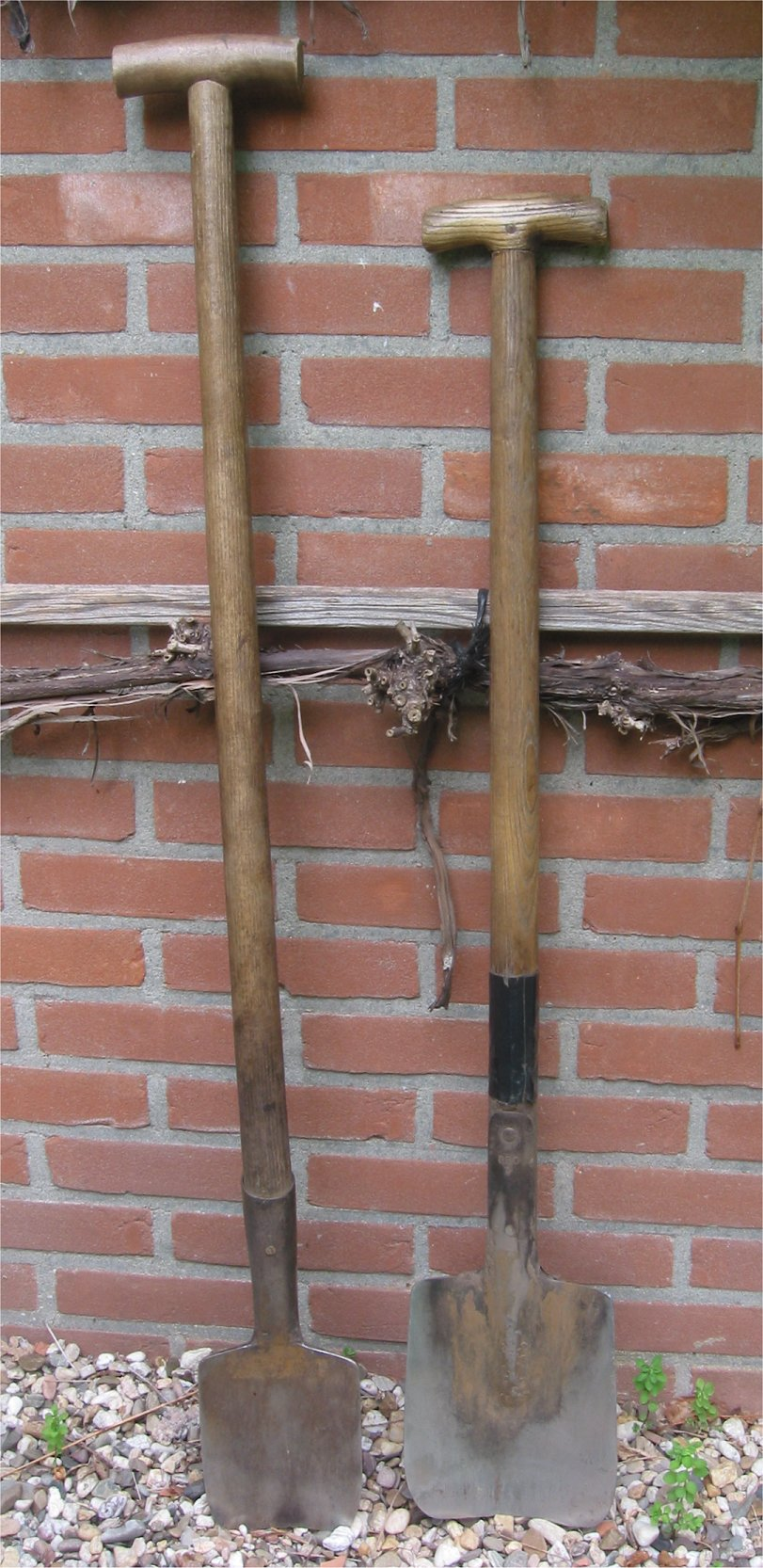
가래의 모습

가래는 흙을 파헤치거나 떠서 던지는 농기구이다. 나무를 자루와 몸이 하나가 되도록 깎고 둥글넓적하게 생긴 몸의 끝에 쇠날을 끼워 만든다.
주로, 논을 평평하게 고르거나 갈 때 또는 밭이랑을 만들 때 사용한다. 가래로 흙을 파헤치거나 퍼 옮기는 일은 가래질이라고 부른다.

## 같이 보기
- 삽

## 참고 자료
- 이 문서에는 다음커뮤니케이션(현 카카오)에서 GFDL 또는 CC-SA 라이선스로 배포한 글로벌 세계대백과사전의 내용을 기초로 작성된 글이 포함되어 있습니다.